# Хасан ел Фар
Хасан Ахмед ел Фар (21. мај 1912 — 8. август 1973) био је египатски фудбалски везиста који је играо за Египат на Светском првенству у фудбалу 1934. Такође је учествовао на Летњим олимпијским играма 1936. и играо за Замалек.